# Тумен-Ясаґту-хан
Тумен-Ясаґту-хан (1539—1592) — 23-й великий каган Монгольського ханства в 1557—1592 роках. Останній визначний монгольський правитель.

## Життєпис
Походив з гілки Хубілаїдів династії Чингізидів. Старший син кагана Дарайсун-Годен-хана. Народився 1539 року. Отримав ім'я Тумен. 1557 року після смерті батька успадкував трон. Втім фактична влада поширювалася на тумен чахарів (часто називалося Чахарським ханством). На цей час єдина Монгольська держава фактично розпалася. Тумен-хан спрямував політику на повернення єдності Монголії. При цьому застосовував переважно дипломатичні заходи. Так, спочатку Тумен-Ясаґту-хан зумів посилити владу над західними (Праве крило) і східними (Ліве крило) туменами, впроваджуючи політику об'єднаного управління. В результаті Субугай-Уйдзену отримав управління над 3 східними туменами в Халхі, Хутухай-Сецен-хунтайджі — над ордоськими монголами, Ном Дара Холочі-Нояну — над племен асутів. Алтин-хан, що тривалий час протистояв попередньому кагану, визнав верховну владу Тумен-хана. Водночас останній створив центральний уряд, що займався відносинами з васалами й впливав на прийняття загальномонгольських рішень. Каган займався тлумаченням законів і являв вищу судову інстанцію. Також впроваджено 6 офіційних вищих титулів. Все це значно змінило авторитет кагана. На деякий час вдалося відновити владу в Монголії.
Разом з тим каган здійснював походи на прикордонні племена, підкоривши даурів і евенків. Спільно зі своїми васалами здійснив походи проти ойратів, які погодилися платити данину. Втім, які саме ойратські племена визнали владу кагана невідомо. У 1571 році Алтин-хан уклав договір з імперією Мін, що викликало невдоволення кагана, який вважав це порушенням його сюзеренних прав. У відповідь Тумен-Ясаґту-хан організував успішний похід до північного Китаю, але не домігся свого. Водночас через сина Алтин-хана каган здійснював торгівлю з Китаєм. В цей же час Тумен-Ясаґту-хан захопив Кукунор, призначивши правителем там свого сина. Тумен-хан змусив маньчжурські і тунгуські племена платити данину.
Водночас Тумен-Ясаґту-хан розумів необхідність впровадження єдиної релігії задля зміцнення держави. Тому 1576 року прийняв гарму-ламу Ілдуні Дзангідагча зі школи Карма Каг'ю. Алтин-хан на противагу кагану став прихильником школи Гелуг, суперника Карма Каг'ю. Відтоді Тумен-Ясаґту-хан усіляко сприяв поширенню ламаїзму серед своїх підданих. Також відомо про кодифікацію законів, здійснену за наказом кагана, основою якого стала Велика Яса Чингізхана. Тому каган дістав прізвисько «Ясаґту». Було скасовано низку податків для монгольської знаті.
До самої смерті намагався повністю встановити владу над Південною Монголією, але цьому протистояли нащадки Алтин-хана. Втім вдалося підкорити 3 племені чжурчженів у Маньчжурії. Помер у 1592 році. Йому спадкував старший син Буян-Сечен-хан.